# Cophixalus interruptus
Cophixalus interruptus es una especie de anfibio anuro de la familia Microhylidae.

## Distribución geográfica
Esta especie es endémica de la provincia de Morobe de Papua Nueva Guinea. Solo se conoce en su localidad típica a 20 km al oeste de Lae.

## Publicación original
- Kraus & Allison, 2009 : New species of Cophixalus (Anura: Microhylidae) from Papua New Guinea. Zootaxa, n.º 2128, p. 1-38[3]